# Bloodsucking Zombies From Outer Space
Bloodsucking Zombies From Outer Space — австрийский музыкальный коллектив, созданный в 2002 году.

## История
В октябре 2002 года несколько музыкантов — любителей фильмов категории B и соответствующей эстетики объединились в группу с эпатажным названием Bloodsucking Zombies From Outer Space (BZFOS). Неподготовленному зрителю концерты казались абсурдом и китчем, а меломаны до сих пор продолжают спорить, к какому из жанров относятся «Кровососущие Зомби Из Открытого Космоса»: сайкобилли, хоррор-панк, готабилли или все вместе взятое.
Участники BZFOS выступают под зловещими псевдонимами Dead «Richy» Gein, Dr. «He-Mann» Schreck, The Reverend «Bloodbath» и Mr. «Jim» Evilize, позиционируя себя захватчиками, прибывшими с кровожадной планеты Трансильвания, чтобы утопить Землю в кровавом рок-н-ролле .
Первым на группу обратил внимание самый известный в Германии хоррор-панк лейбл Fiend Force, выпустив песню «Eaters of the Dead» в составе сборника «This is Horrorpunk».
После этого с Fiend Force был заключён контракт, результатом которого стал дебютный альбом «See you at Disneyland…» Одновременно расширяется география концертов: помимо Австрии, BZFOS начинают выступать в Германии, Венгрии, Чехии и Швейцарии.
Вышедший вскоре альбом «Night At Grand Guignol» получал стабильно хорошие отзывы  и дал возможность группе заявить о себе более широкой аудитории. Участие в концертах и фестивалях, вместе с признанными мастерами жанра Blitzkid и Rezurex , выводит BZFOS на новый уровень.
Успешными оказались и третий альбом «Monster Mutant Boogie» , и EP «Killer Klowns From Outer Space» , выпущенный ограниченным тиражом в 666 экземпляров. Заглавный трек EP — кавер культовой песни The Dickies к фильму «Клоуны-убийцы из космоса». Еще один кавер — сайкобилли-хоррор-панк-версия знаменитой композиции «Poison» Элиса Купера.

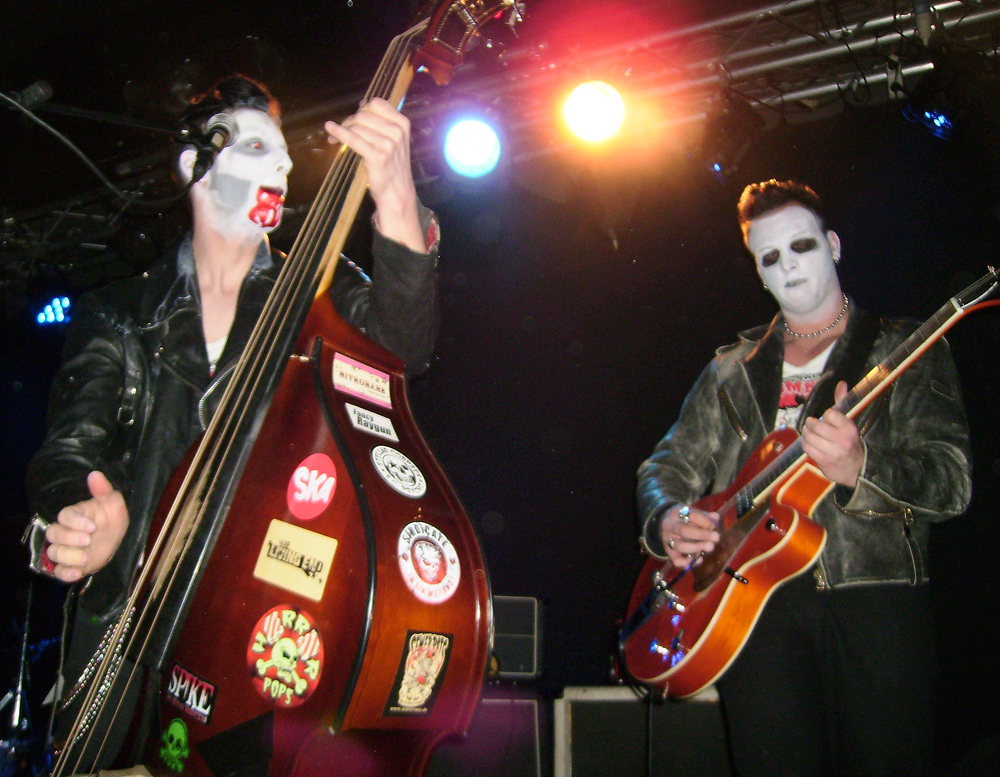
2009, Тампере, Финляндия; Club Sin.

## Дискография

### Демо
- 2003: Eaters of the Dead

### EPs
- 2005: Army of Zombies
- 2009: Killer Klowns From Outer Space
- 2014: Trick or Treat

### Студийные альбомы
- 2004: See You at Disneyland
- 2005: A Night at Grand Guignol
- 2008: Monster Mutant Boogie
- 2010: Return of the Bloodsucking Zombies From Outer Space
- 2014: Toxic Terror Trax
- 2015: Mörder Blues 2 - Die Rückkehr Der Pompfüneberer
- 2016: Bloody Unholy Christmas
- 2019: All These Fiendish Things

### Сборники
- 2012: Decade of decay